# Savitaipale
Savitaipale is een gemeente in de Finse provincie Zuid-Finland en in de Finse regio Zuid-Karelië. De gemeente heeft een landoppervlakte van 539,12 km² en telt 3.256 inwoners (2022).

## Geboren in Savitaipale
- Jonni Myyrä (1892), speerwerper
- Päivi Tikkanen (1960), marathonloopster